# Up Here
Up Here ist eine US-amerikanische Fernsehserie, basierend auf dem gleichnamigen Musical von Kristen Anderson-Lopez und Robert Lopez. Die Premiere der Serie fand am 24. März 2023 auf dem US-Streamingdienst Hulu statt. Im deutschsprachigen Raum erfolgte die Erstveröffentlichung der Serie am 17. Mai 2023 durch Disney+ via Star als Original.
Im Juli 2023 wurde die Serie nach einer Staffel abgesetzt.

## Handlung
Im Mittelpunkt dieser musikalischen Liebeskomödie, die 1999 in New York City spielt, steht die außergewöhnliche Lebensgeschichte von Lindsay und Miguel, die sich ineinander verlieben, aber mit einer heimtückischen Welt aus Erinnerungen, Obsessionen, Ängsten und Träumereien konfrontiert werden, die sich in ihrer beider Köpfen abspielt. 

## Besetzung und Synchronisation
Die deutschsprachige Synchronisation entstand nach den Dialogbüchern sowie unter der Dialogregie von Philip Süß durch die Synchronfirma Iyuno-SDI Group Germany in Berlin.

### Hauptdarsteller
| Rolle   | Schauspieler   | Synchronsprecher   |
| ------- | -------------- | ------------------ |
| Lindsay | Mae Whitman    | Magdalena Turba    |
| Miguel  | Carlos Valdes  | Tobias Müller      |
| Joan    | Katie Finneran | Christin Marquitan |
| Tom     | John Hodgman   | Bernd Vollbrecht   |
| Rosie   | Andréa Burns   | Melanie Hinze      |
| Celeste | Sophia Hammons | Saskia Glück       |
| Renee   | Emilia Suárez  | Marie Hinze        |

### Nebendarsteller
| Rolle          | Schauspieler           | Synchronsprecher    |
| -------------- | ---------------------- | ------------------- |
| Orson          | Scott Porter           | Dennis Schmidt-Foß  |
| Kevin          | Michael Benz           | Sebastian Kluckert  |
| Chad           | Adam Kaplan            | Amadeus Strobl      |
| Marta          | Ayumi Patterson        | Cornelia Waibel     |
| Ned            | George Hampe           | Ozan Ünal           |
| Lindsay (jung) | Annabelle Wachtel      | Valentina Bonalana  |
| Phil           | Scott Turner Schofield | Max Felder          |
| Jorge          | Teddy Cañez            | Frank Röth          |
| Diego          | David Jake Rodriguez   | Nicolas Rathod      |
| Fiona          | Julia McDermott        | Friedel Morgenstern |
| Chris          | Noah Robbins           | Philip Süß          |

### Gastdarsteller
| Rolle           | Schauspieler          | Synchronsprecher  |
| --------------- | --------------------- | ----------------- |
| Steph           | May Hong              | Özge Kayalar      |
| Ted McGooch     | Brian Stokes Mitchell | Jörg Hengstler    |
| Rachel          | Comfort Clinton       | Giuliana Jakobeit |
| Trip Lang       | Sean Kleier           | Julien Haggège    |
| Miguel (alt)    | Hechter Ubarry        | Frank Röth        |
| Derek           | John Reynolds         | Tommy Morgenstern |
| Dick Waltham    | Joel Haberli          | Lutz Riedel       |
| Xander Duggins  | J. Stephen Brantley   | Viktor Neumann    |
| Trish           | Judy Kaye             | Elvira Schuster   |
| Dave            | Aryaan Ohri           | Hannes Maurer     |
| Frau aus Anthro | Micaela Diamond       | Luisa Wietzorek   |

## Episodenliste
| Nr. | Deutscher Titel | Originaltitel | Erstveröffentlichung (USA) | Deutschsprachige Erstveröffentlichung (D/A/CH) | Regie          | Drehbuch                                                                        |
| --- | --------------- | ------------- | -------------------------- | ---------------------------------------------- | -------------- | ------------------------------------------------------------------------------- |
| 1   | Lindsay         | Lindsay       | 24. März 2023              | 17. Mai 2023                                   | Thomas Kail    | Steven Levenson, Kristen Anderson-Lopez, Robert Lopez & Danielle Sanchez-Witzel |
| 2   | Miguel          | Miguel        | 24. März 2023              | 17. Mai 2023                                   | Thomas Kail    | Steven Levenson, Kristen Anderson-Lopez, Robert Lopez & Danielle Sanchez-Witzel |
| 3   | Zeichen         | Signs         | 24. März 2023              | 17. Mai 2023                                   | Kimmy Gatewood | Berkley Johnson                                                                 |
| 4   | Besonders       | Special       | 24. März 2023              | 17. Mai 2023                                   | Kimmy Gatewood | Evangeline Ordaz                                                                |
| 5   | Schubladen      | Labels        | 24. März 2023              | 17. Mai 2023                                   | Chioke Nassor  | Kate Gersten                                                                    |
| 6   | Rüstung         | Armor         | 24. März 2023              | 17. Mai 2023                                   | Chioke Nassor  | Courtney Perdue & Baindu Saidu                                                  |
| 7   | Altlasten       | Baggage       | 24. März 2023              | 17. Mai 2023                                   | Rachel Raimist | Sam Sklaver                                                                     |
| 8   | Y2K             | Y2K           | 24. März 2023              | 17. Mai 2023                                   | Rachel Raimist | Noah Diaz & Steven Levenson                                                     |